# Alfred Bertrand
Alfred Alfons  Elisabeth (Fred) Bertrand (Bilzen, 26 mei 1913 – Sint-Truiden, 22 november 1986) was een Belgisch politicus en minister voor de CVP.

## Levensloop
Bertrand was de zoon van Louis Bertrand en Agnes Beurts. Hij trouwde met Barbara Maria Dreezen (1909-1987) en kreeg vier kinderen.
Hij was aanvankelijk mijnwerker: van 1927 tot 1929 bij Winterslag Mijn en van 1929 tot 1936 bij Waterschei André Dumont Mijn. In 1932 werd Bertrand voorzitter van de Limburgse KAJ, waarna hij een lange loopbaan bij de christelijke arbeidersbeweging volgde: van 1933 tot 1938 was hij voorzitter van KAJ-VKAJ-Limburg, van 1936 tot 1938 was hij KAJ-vrijgestelde voor het jeugdsyndicalisme en propagandist van de KAJ-afdeling van het arrondissement Hasselt, van 1938 tot 1945 gewestelijk propagandist van het ACW in Sint-Truiden, van 1945 tot 1946 secretaris van ACV-Limburg, van 1946 tot 1965 vakbondssecretaris bij het ACV, van 1951 tot 1977 voorzitter van het Limburgse ACW en van 1984 tot 1986 voorzitter van de Katholieke Bond der Gepensioneerden. Ook was hij van 1937 tot 1945 medewerker van het blad Jeugdfront, in 1942 medeoprichter van de Limburgse afdeling van de Kristelijke Werknemersbeweging, van 1944 tot 1951 ondervoorzitter en van 1951 tot 1968 voorzitter van de Centrale voor Studie- en Beroepsoriëntering van ACW-Limburg, stichter en voorzitter van de Europese Unie van Christendemocratische Werknemers en voorzitter van het Politiek Comité van de Europese Unie voor Christen-democratische Werknemers.
Na de Tweede Wereldoorlog engageerde Bertrand zich in de CVP: van 1946 tot 1979 als gemeenteraadslid van Sint-Truiden en van 1946 tot 1978 als lid van de Kamer van volksvertegenwoordigers voor het arrondissement Hasselt. Van 1959 tot 1961 was hij voorzitter van de Vlaamse CVP-vleugel, van 1952 tot 1958 was hij lid van het nationaal comité van de partij en in 1968 werd hij lid van het Bestendig Comité van het overlegorgaan tussen de CVP en de PSC. Van 1961 tot 1965 en van 1966 tot 1972 was hij bovendien minister van Verkeerswezen en van 1965 tot 1966 minister van Volksgezondheid. Daarnaast was hij van 1954 tot 1961 secretaris van de Kamer.
Bovendien was hij van 1952 tot 1958 lid van de Gemeenschappelijke Vergadering van de Europese Gemeenschap voor Kolen en Staal en van 1958 tot 1961 en van 1972 tot 1979 lid van het Europees Parlement. Van 1975 tot 1977 was hij er fractievoorzitter van de Europese Volkspartij en van 1975 tot 1979 voorzitter van de Christen-Democratische fractie. In de periode december 1971-december 1978 had hij als gevolg van het toen bestaande dubbelmandaat ook zitting in de Cultuurraad voor de Nederlandse Cultuurgemeenschap, die op 7 december 1971 werd geïnstalleerd en de verre voorloper is van het Vlaams Parlement. Tevens was hij van 1978 tot 1985 penningmeester van de Europese Volkspartij.
Tijdens zijn politieke loopbaan had Bertrand vooral aandacht voor sociaaleconomische vraagstukken en hij hield zich ook bezig met de Vlaamse problematiek in die zin. Na de Tweede Wereldoorlog benadrukte hij voortdurend dat het zwaartepunt van de Vlaamse Beweging naar het economische vlak verschoof. In dit verband klaagde Bertrand de financiële regeringssteun aan de Waalse koolmijnen aan. Naar eigen zeggen flirtte Bertrand enkel in zijn jeugd met het Vlaams-nationalisme.
Bertrand was de vader van de voormalige gouverneur van de provincie Limburg en eerste vrouwelijke gouverneur in België,  Hilde Houben-Bertrand.

## Andere activiteiten
Bertrand was ook nog van 1951 tot 1975 lid van het Bestuurscomité van de Limburgse Economische Raad, vanaf 1978 voorzitter van de Belgische Afdeling van de Unie van de Europese Federalisten, tot in 1986 voorzitter van Caritas Catholica Limburg Caritas Limburg, voorzitter van de vzw Streekontwikkeling Zuid-Limburg, beheerder van het Waarborgfonds voor de Mijnschade, nationaal voorzitter van het Fonds voor de Belgische Scheepvaart en bestuurslid van het Wetenschappelijke Leergangen Derde Leeftijd (Post-Universitair) Limburg

## Publicaties
- Het steenkolenvraagstuk in België, in: Tijdschrift voor politiek, 31/12/1954
- Transportproblemen in Europa, in: Internationale Spectator, 08/04/ 1962.
- De welvaartproblematiek in enkele gewesten: Limburg, in Tijdschrift voor Politiek, 1957.
- Europa in de branding te Straatsburg, in: De stem van het volk, 1959.
- Boodschap van de nieuwe vleugelvoorzitter, in: De stem van het volk", 1959.
- De CVP houdt haar beloften, in: De stem van het volk, 1960.
- Op de vooravond van ons kongres, in: De stem van het volk, 1960.
- Alleen de CVP schenkt klare wijn, in: De stem van het volk, 1960.
- Wij zijn in België nog geen gekkenhuis, in: De stem van het volk, 1961.